# GJ 1061
GJ 1061 (Gliese-Jahreiss 1061) és una petita estrella nana vermella situada a aproximadament 12,08 anys llums del sistema solar. La distància a aquesta estrella només va poder ser acuradament determinada fins al 1997, i ara està llistada entre les 25 estrelles més properes al Sol. Tot i que és una estrela relativament propera, i la més propera de la constel·lació del Rellotge, és mass tènue per ser vista a ull nu. Té una massa estimada de l'11,3% la del Sol i només un 0,1% de la seva llum.